# 第3軍管
第3軍管（だいさんぐんかん）は、1873年から1888年まであった日本陸軍の管区で、全国に7つあった軍管の一つである。名古屋鎮台が管轄した。おおよそ中部地方を範囲とした。

## 第3軍管の設置

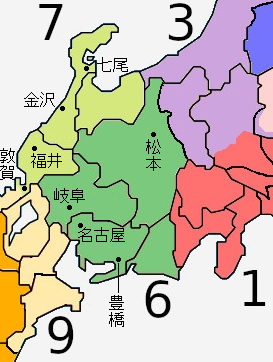
1875年の第3軍管。南が鎮台が所在する名古屋の第6師管で、北が金沢を本営とする第7師管。東隣は第1軍管、西隣は第3軍管の諸師管である。当時の府県の境界を示す。

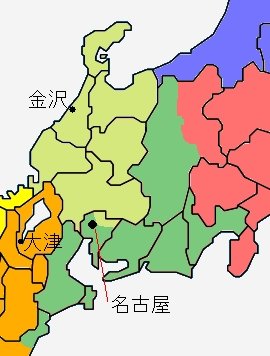
1885年から1888年の第3軍管。南が第5師管、北が第6師管。境界は国（令制国）のもの。

1873年7月19日、明治6年太政官布告第255号によって鎮台条例が改正され、それまでの4鎮台を6鎮台に増やすとともに、鎮台の管轄地を軍管と呼ぶことが決められた。第3軍管は、このとき新設された名古屋鎮台の管地である。条例に管轄地域は記されていないが、分営の配置からおおよそ中部地方と推定できる。
- 第3軍管
  - 第6師管（名古屋師管）、分営は豊橋、岐阜、松本
  - 第7師管（金沢師管）、分営は七尾、福井

1875年（明治8年）4月7日改正の六管鎮台表では、現在の中部地方から、新潟県、山梨県の全部と、長野県、静岡県、福井県のそれぞれ一部を欠いた範囲を管轄した。新たに第7師管の分営となった敦賀は、1873年の条例では第4軍管の分営とされていたところである。
- 第3軍管
  - 第6師管（名古屋師管）、分営は豊橋、岐阜、松本。範囲は愛知県、岐阜県、浜松県、筑摩県。
  - 第7師管（金沢師管）、分営は七尾、福井、敦賀。範囲は石川県、新川県、敦賀県のうち若狭国を除いた部分。

## 1885年の改正
1885年5月18日、明治18年太政官達第21号によって鎮台条例がふたたび全面改正され、軍管の区割りも変更になった。第3軍管の師管は番号が一つずれ、南が名古屋の第5師管、北が金沢の第6師管となった。
- 第3軍管
  - 第5師管　尾張の大部分、遠江、三河、駿河、信濃のうち東筑摩郡・西筑摩郡・南安曇郡・北安曇郡・上伊那郡・下伊那郡・諏訪郡、伊勢、志摩国、紀伊国のうち南牟婁郡・北牟婁郡
  - 第6師管　尾張のうち東春日井郡・西春日井郡・丹羽郡、美濃、飛騨、加賀、能登、越中、越前

## 1888年に廃止
1888年5月14日、明治21年勅令第27号（5月12日制定、14日公布）に師団司令部条例が制定されて鎮台は廃止になり、かわりに師団が常設されることになった。あわせて陸軍管区表が制定され、それまでの軍管は師管と改称し、常設の師団の管轄地になった。第3軍管の管轄地は、第1師管に属した長野県（信濃国）部分を除き、第3師管に引き継がれた。